# دانشکده فنی دانشگاه تبریز
دانشکدهٔ فنی دانشگاه تبریز در سال ۱۳۳۷ خورشیدی فعالیت خود را در رشتهٔ مهندسی راه و ساختمان آغاز نمود که طول مدت آن چهار سال بود و فارغ‌التحصیلان پس از طی این دوره موفق به دریافت دانشنامهٔ مهندسی راه و ساختمان می‌شدند. همچنین تا سال ۱۳۵۶ خورشیدی، تحصیلات در این دانشکده تا درجهٔ تحصیلی کارشناسی ارشد به‌صورت پیوسته بود. از سال ۱۳۵۶ خورشیدی دورهٔ تحصیلی به‌صورت ناپیوسته درآمد و فارغ‌التحصیلان به اخذ درجهٔ کارشناسی مهندسی نایل می‌شدند. همچنین در این دانشکده دوره‌های کارشناسی ارشد ناپیوسته و دکترا در گروه‌های مختلف آموزشی دایر می‌باشد.
دانشکدهٔ فنی تا ابتدای سال تحصیلی ۱۳۸۳–۱۳۸۲ با شش گروه آموزشی فعالیت می‌کرد؛ اما از ابتدای این سال تحصیلی به سه دانشکدهٔ مستقل فنی-مهندسی برق و کامپیوتر، فنی-مهندسی عمران و فنی-مهندسی مکانیک تقسیم شد.